# Mick Quinn
Pour les articles homonymes, voir Michael Quinn.
Michael Quinn dit Mick Quinn est un musicien anglais né le 17 décembre 1969 à Cambridge. C'est le bassiste du groupe de rock alternatif Supergrass. Il est aussi membre du groupe Swervedriver.